# Niphetophora hildebrandti
Niphetophora hildebrandti är en skalbaggsart som beskrevs av Edgar von Harold 1878. Niphetophora hildebrandti ingår i släktet Niphetophora och familjen Cetoniidae. Utöver nominatformen finns också underarten N. h. spinipennis.